# Cantone di Faches-Thumesnil
Il Cantone di Faches-Thumesnil è una divisione amministrativa dell'Arrondissement di Lilla.
È stato costituito a seguito della riforma approvata con decreto del 17 febbraio 2014, che ha avuto attuazione dopo le elezioni dipartimentali del 2015.

## Composizione
Comprende i 12 comuni di:
- Chemy
- Emmerin
- Faches-Thumesnil
- Gondecourt
- Haubourdin
- Herrin
- Houplin-Ancoisne
- Noyelles-lès-Seclin
- Seclin
- Templemars
- Vendeville
- Wattignies